# Besné
 Besné  es una población y comuna francesa, situada en la región de Países del Loira, departamento de Loira Atlántico, en el distrito de Saint-Nazaire y cantón de Pontchâteau.

Bresné en Loira Atlántico.

## Demografía
| 850 | 816 | 885 | 865 | 1 037 | abs. | 1 103 | 1 131 | 1 114 | 1 214 | 1 244 | 1 227 | 1 189 | 1 229 | 1 285 | 1 259 | 1 268 | 1 189 | 1 219 | 1 173 | 1 098 | 1 057 | 1 053 | 1 030 | 1 067 | 1 227 | 1 332 | 1 440 | 1 636 | 2 062 | 2 059 | 2 031 | 2 211 | 2 338 |
| Para los censos de 1962 a 1999 la población legal corresponde a la población sin duplicidades (Fuente: INSEE [Consultar]) |     |     |     |       |      |       |       |       |       |       |       |       |       |       |       |       |       |       |       |       |       |       |       |       |       |       |       |       |       |       |       |       |       |